# Jüdischer Friedhof (Sopron)
Der Jüdische Friedhof Sopron (deutsch Ödenburg) war nach seiner Eröffnung im Jahr 1869 die Begräbnisstätte der orthodoxen und der neologen Kultusgemeinden von Sopron (Ungarn). In Ungarn bezeichnet man die Anhänger des Reformjudentums als Neologen, wobei diese gemäßigter waren als in Deutschland. Von 1919 bis zur teilweisen Zerstörung durch Bomben im 2. Weltkrieg waren die beiden Teile durch eine Mauer getrennt. Der Friedhof ist heute noch in Betrieb und wird von der neologen Kultusgemeinde gepflegt, das letzte Begräbnis (Stand 6/2023) fand im Februar 2023 statt. Der orthodoxe Teil wird mit betreut, hier war das letzte Begräbnis 1992, da die orthodoxe Gemeinde nicht mehr besteht.

## Lage
Das Gelände befindet sich am Stadtrand an der Okai utca 24 und ist mehr als 1,5 Hektar groß. Es ist von einer Mauer umgeben, die Eingänge liegen an der Tomalom utca und erschließen den neologen Teil des Friedhofs. Der orthodoxe Teil ist über eine große Rasenfläche erreichbar.

## Geschichte
Die Geschichte der Juden in Sopron war wechselhaft. In der Neugasse sind zwei Synagogen aus dem Spätmittelalter erhalten. Die mittelalterliche Gemeinde hatte enge Beziehungen zu Wiener Neustadt. 1526 wurden die Juden vertrieben und erst 1740 wurde einigen der Zutritt gewährt, nicht aber der Aufenthalt in der Stadt. Dies änderte sich ab 1867, als die „Dezembergesetze“ auch der jüdischen Bevölkerung die Niederlassung ermöglichten.
Das Friedhofsareal wurde 1869 von der neologen Kultusgemeinde angekauft und nach Gründung der orthodoxen Gemeinde 1872 von dieser mitbenützt. 1909 wollte die orthodoxe Gemeinde einen eigenen Friedhof errichten, doch begnügte man sich damit, 1913 den bestehenden Friedhof mit einer Mauer abzutrennen.
Während des Zweiten Weltkriegs wurde durch ein Bombardement ein großer Teil des Friedhofs zerstört, die Auswirkungen sind noch heute sichtbar. Die beiden jüdischen Gemeinden wurden 1944 durch die Deportation nach Auschwitz ausgerottet, nur etwa 300 Menschen überlebten. Unter den Opfern war auch der Rabbiner Max Pollak. 1945 wurde im orthodoxen Teil ein Massengrab für etwa 300 ungarisch-jüdische Zwangsarbeiter angelegt, die auf einem Todesmarsch ums Leben gekommen waren. Heute gibt es noch etwa 50 Gemeindemitglieder.

## Friedhofsanlage
Der Friedhof wurde seit 1869 von der neologen Gemeinde, ab 1872 auch von der orthodoxen Gemeinde belegt, bis 1913 die orthodoxe Gemeinde am anderen Ende des Areals mit der Neuanlage begann und ihren Bereich durch eine Mauer abtrennte,. die heute noch im Bewuchs sichtbar bleibt. Die etwa 1600 erhaltenen Grabsteine sind in Reihen angeordnet, die einige Male durch Familienbegräbnisse erweitert worden sind, hier bilden die Gräber der Familienangehörigen Cluster, die das Reihensystem durchbrechen. Die Kindergräber befinden sich im Randbereich. Im orthodoxen Tel befindet sich ein Grab für die Thorarollen.

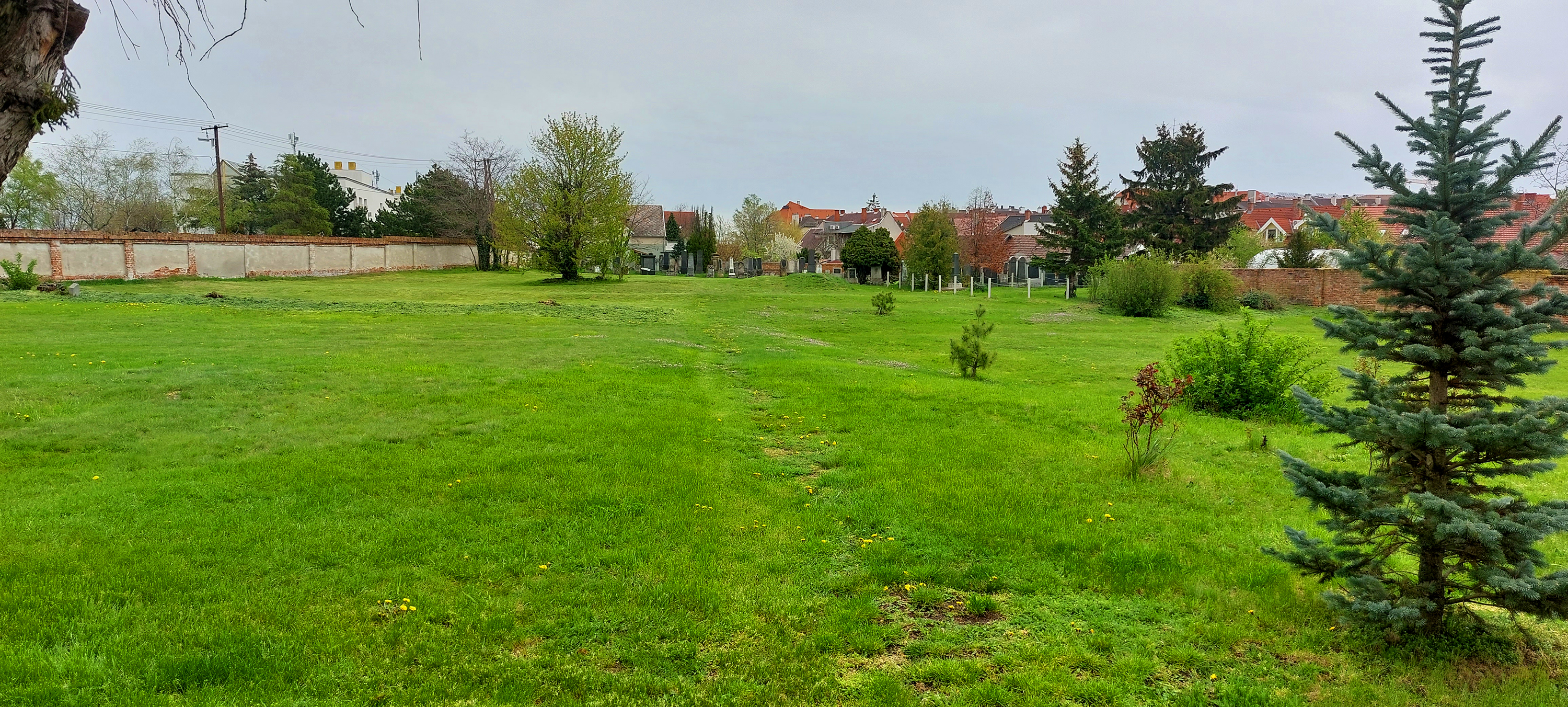
Orthodoxer Friedhof

Die Grabdenkmäler sind in allen Stilformen des 19. und 20. Jahrhunderts ausgeführt, von einfachen Stecksteinen aus Sandstein, Gesetzestafeln, Stelen in allen historistischen und modernen Stilen, Obelisken aus Granit und einigen extravaganten Grabdenkmälern, wie des Ehepaars Jakab und Katharina Rosenfeld, deren Kenotaphe an das Grabmal von Joachim Ephrussi am Währinger Friedhof in Wien erinnern. Angedeutete Grabhäuschen sind selten, ein kleines Grabhaus wurde für Menachem Grünwald, den Rabbiner der orthodoxen Gemeinde errichtet, der 58 Jahre lang diente (1872–1930). Die Stelle für das Massengrab der Zwangsarbeiter besitzt einen Obelisken aus Granit, das Gelände wurde 2023 mit Ketten umgrenzt.
Die Grabinschriften sind fast immer Hebräisch, die älteren Grabsteine besitzen meist ergänzende Texte auf Deutsch, nach 1920 dominieren ungarische Inschriften.
Nahe dem Eingang befindet sich die ehemalige Aufbahrungshalle, die als Mahnmal für die Toten der Shoah umgestaltet ist. Angebaut ist das Haus für das Paar, das den Friedhof pflegt. Dort befinden sich auch die Listen für die Grabstellen der neologen Gemeinde, eine nach Namen, eine nach Reihen geordnet, etwa 1300 Stück. Für die rund 300 orthodoxen Gräber existieren keine Aufzeichnungen.

## Sanierung
2020 bis 2021 wurde mit einem Kostenaufwand von 10 Millionen Forint etwa 300 Gräber wiedererrichtet und die Steine restauriert und aufgestellt, die Arbeiten dauerten fast ein Jahr. Entlang der Friedhofsmauer befinden sich noch Fragmente von Grabsteinen, die noch nicht zugeordnet werden konnten. Im Mai 2023 wurde das Erinnerungsmal an Rabbi Max (Miksa) Pollak wiedererrichtet.

## Gräber bedeutender Persönlichkeiten

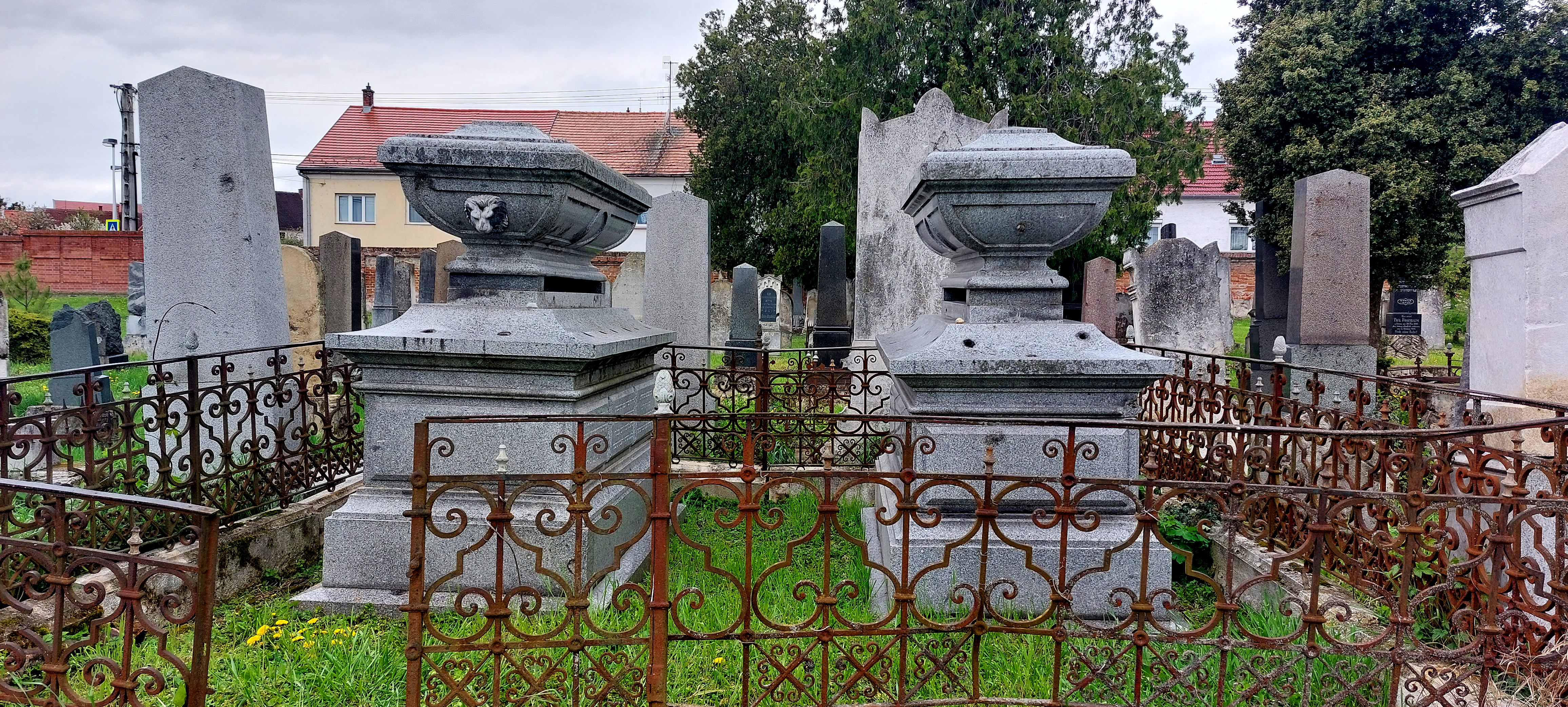
Grabmal Rosenfeld

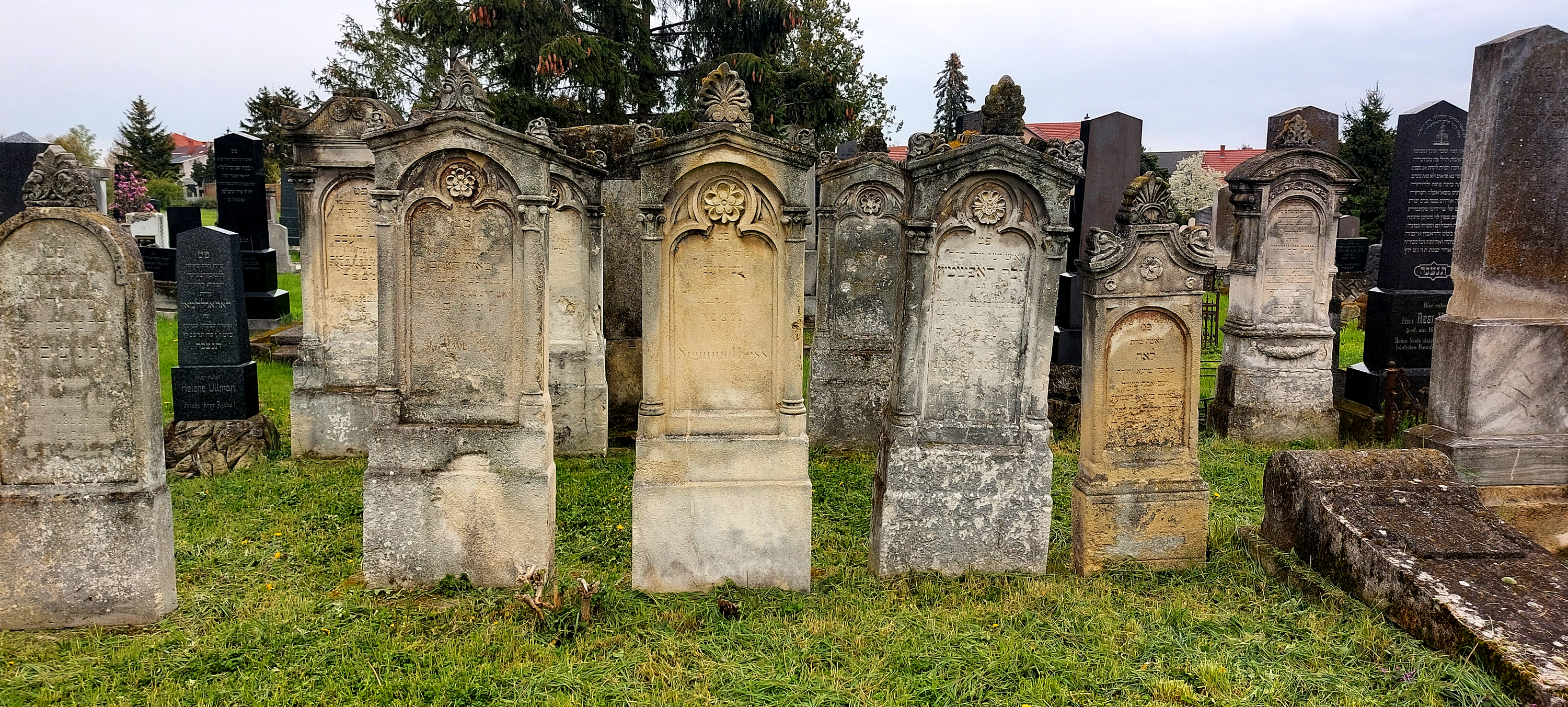
Historistische Grabsteine

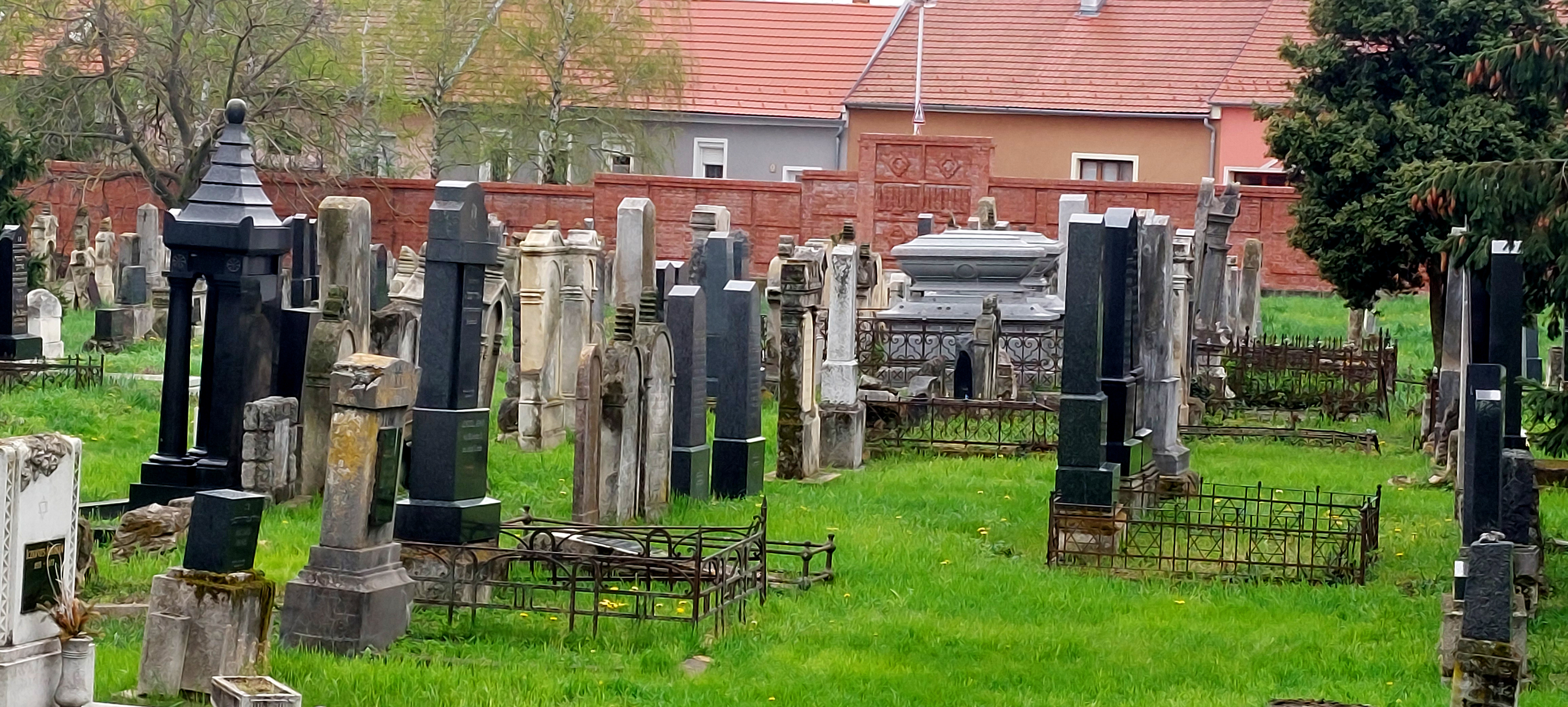
Grabreihe

- Rabbi Menachem Grünwald, um 1842–1930, seit 1872 orthodoxer Rabbiner in Sopron[15]

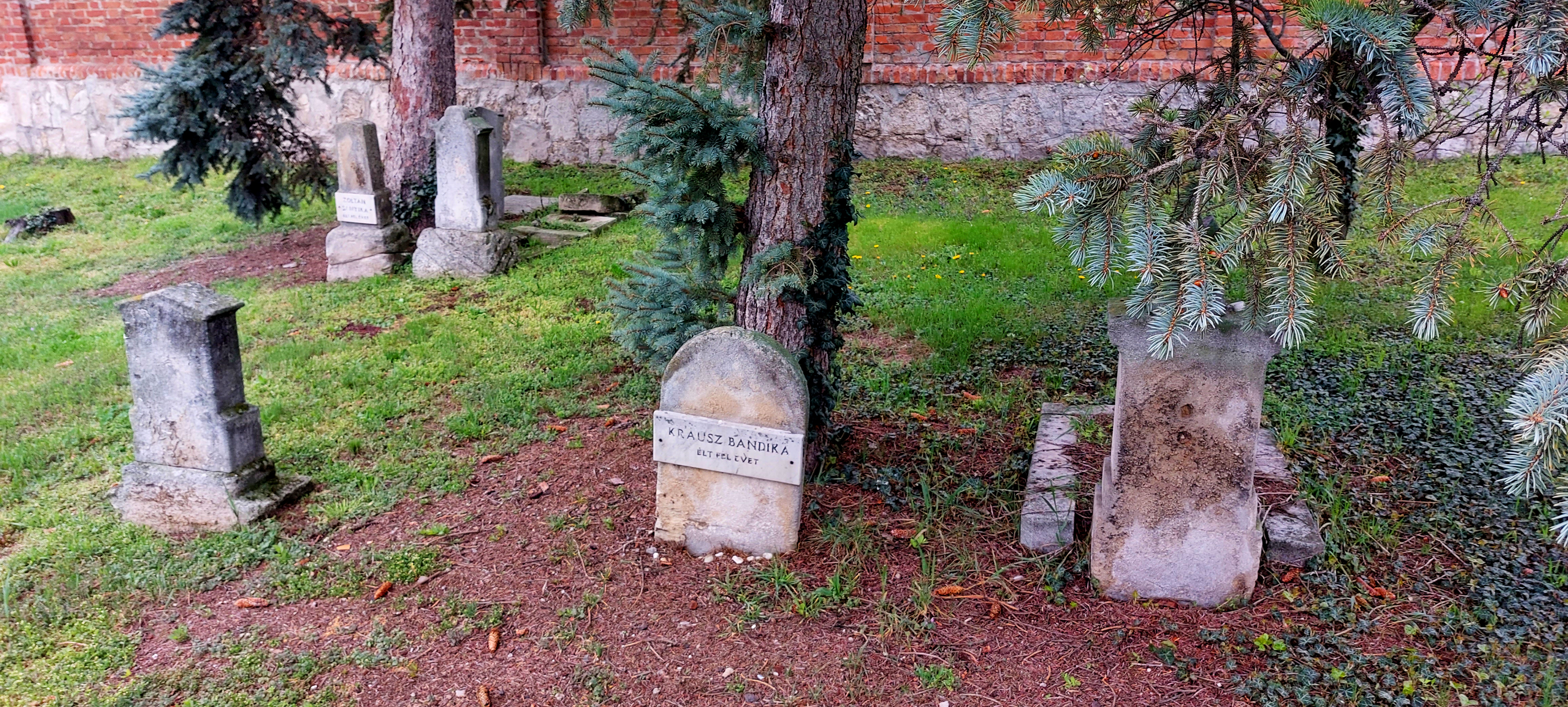
Kinderabteilung

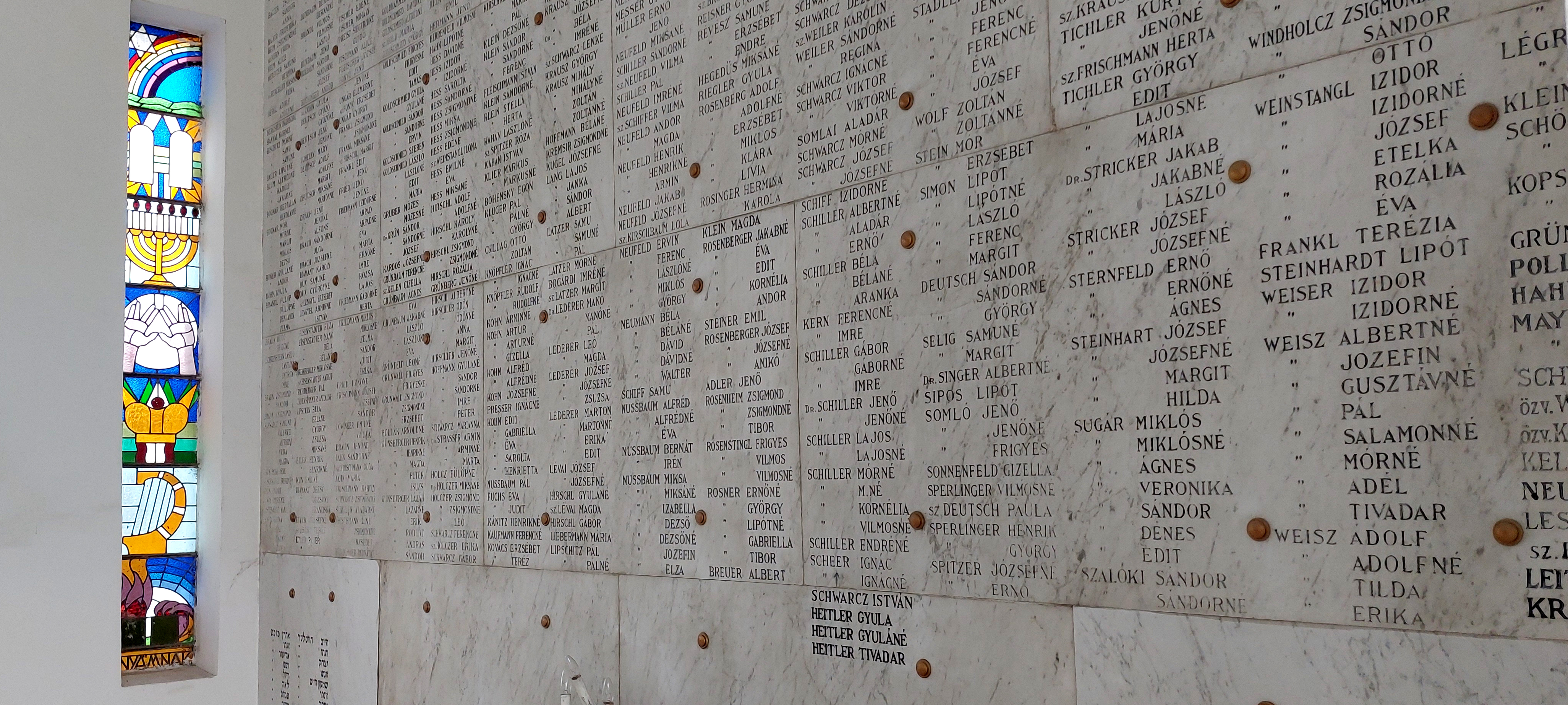
Shoah-Mahnmal

- Oszkár Füredi (1890–1978), Architekt[16]
- Margaret Mahler (1897–1985), Psychoanalytikerin in den USA[17]

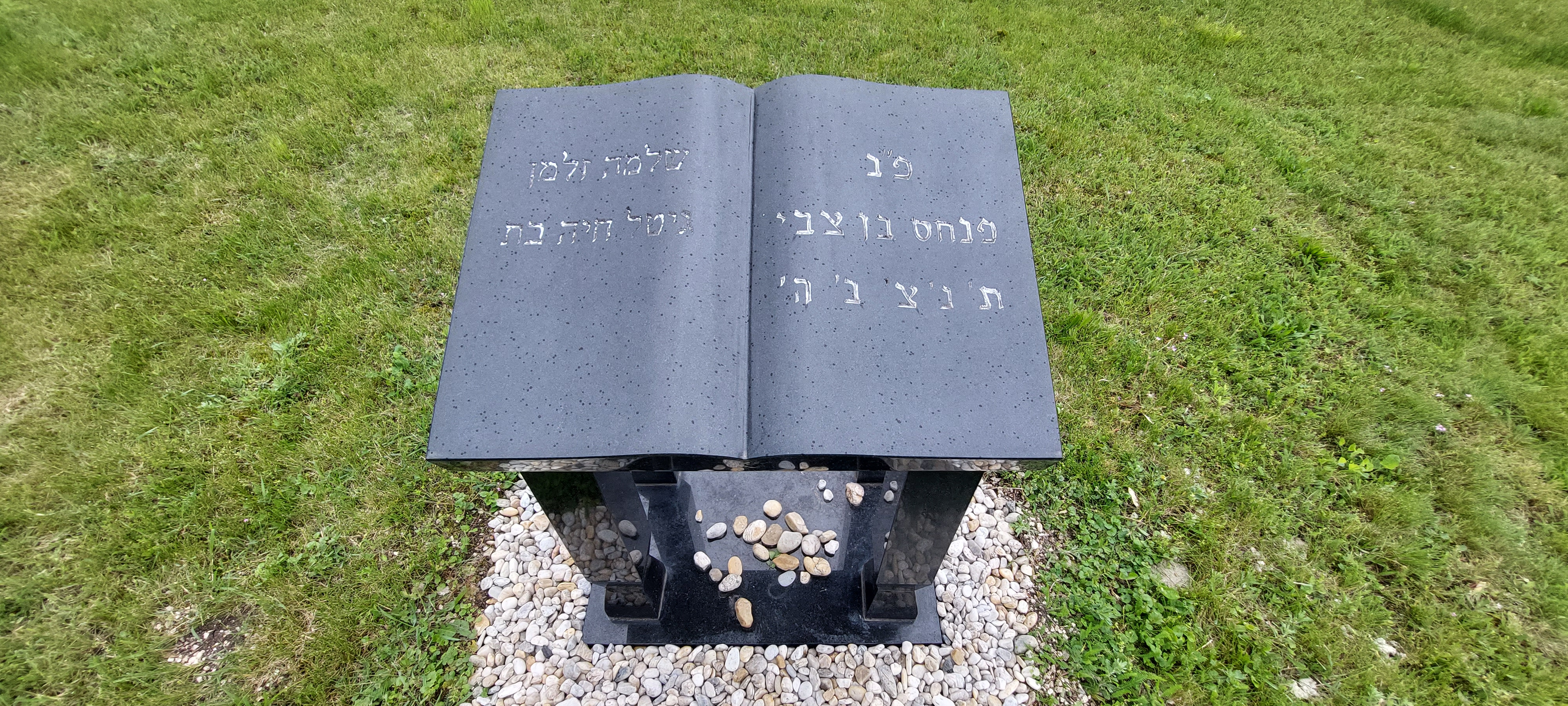
Erinnerungsmal für Max Pollak

- Ignatz Steiner (1837–1914), Gutsbesitzer, Mitinitiator der Friedhofsanlage[18]